# Kreis Freiberg
Der Kreis Freiberg war ein Landkreis im Bezirk Karl-Marx-Stadt der DDR. Ab 1990 bestand er als Landkreis Freiberg im Freistaat Sachsen fort. Sein Gebiet liegt heute im Landkreis Mittelsachsen. Der Sitz der Kreisverwaltung befand sich in Freiberg.

## Geographie

### Lage
Der Kreis lag im Nordosten des Bezirks Karl-Marx-Stadt.

### Nachbarkreise
Der Kreis Freiberg grenzte im Uhrzeigersinn im Norden beginnend an die Kreise Meißen, Freital, Dippoldiswalde, Brand-Erbisdorf, Flöha und Hainichen.

## Geschichte
Am 25. Juli 1952 kam es in der DDR zu einer umfassenden Verwaltungsreform, bei der unter anderem die Länder ihre Bedeutung verloren und "Bezirke" gebildet wurden. Aus Teilen der alten Landkreise Freiberg, Meißen und Dresden wurde ein neuer Kreis Freiberg gebildet. Der Kreis wurde dem Bezirk Karl-Marx-Stadt zugeordnet, Kreissitz wurde Freiberg.
Folgende 34 Gemeinden bildeten den neuen Kreis Freiberg:
- 26 Gemeinden vom alten Landkreis Freiberg:

Conradsdorf, Freiberg, Großschirma, Großvoigtsberg, Halsbach, Halsbrücke, Hetzdorf b. Freiberg, Hilbersdorf b. Freiberg, Hohentanne, Kleinschirma, Kleinvoigtsberg, Kleinwaltersdorf, Krummenhennersdorf, Langhennersdorf, Loßnitz, Lößnitz b. Freiberg, Naundorf b. Freiberg, Niederbobritzsch, Niederschöna, Oberbobritzsch, Oberschöna, Reichenbach b. Siebenlehn, Seifersdorf b. Freiberg, Sohra, Weißenborn/Erzgeb. und Zug.
- 7 Gemeinden vom alten Landkreis Meißen:

Bieberstein, Dittmannsdorf, Hirschfeld, Neukirchen, Obergruna, Reinsberg und Siebenlehn.
- sowie die Gemeinde Mohorn aus dem alten Landkreis Dresden.

Die Gemeinde Bräunsdorf wechselte am 4. Dezember 1952 vom Kreis Hainichen in den Kreis Freiberg, am gleichen Tag wurde die Gemeinde Mohorn vom Kreis Freiberg in den Kreis Freital im Bezirk Dresden umgegliedert.
Durch Gemeindegebietsveränderungen und Umgliederungen sank die Zahl der Gemeinden ständig:
- 1. Januar 1957 Eingliederung von Loßnitz und Lößnitz b. Freiberg in die Stadt Freiberg
- 1. April 1974 Eingliederung von Sohra in Oberbobritzsch
- 1. Januar 1979 Eingliederung von Halsbach in die Stadt Freiberg
- 1. Januar 1994 Eingliederung von Hohentanne in Großschirma
- 1. Januar 1994 Eingliederung von Kleinschirma in Oberschöna
- 1. Januar 1994 Eingliederung von Obergruna in die Stadt Siebenlehn
- 1. Januar 1994 Eingliederung von Berthelsdorf/Erzgeb. in Weißenborn/Erzgeb.
- 1. März 1994 Eingliederung von Kleinwaltersdorf und Zug in die Stadt Freiberg
- 1. März 1994 Eingliederung von Großvoigtsberg und Kleinvoigtsberg in Großschirma
- 1. März 1994 Eingliederung von Conradsdorf und Krummenhennersdorf in Halsbrücke
- 1. März 1994 Eingliederung von Hetzdorf in Niederschöna
- 1. März 1994 Eingliederung von Seifersdorf in Reichenbach b. Siebenlehn
- 1. März 1994 Eingliederung von Bieberstein, Dittmannsdorf, Hirschfeld und Neukirchen in Reinsberg
- 1. März 1994 Zusammenschluss von Niederbobritzsch, Oberbobritzsch und Naundorf zu Bobritzsch
- 1. März 1994 Zusammenschluss von Bräunsdorf und Langhennersdorf zu Bräunsdorf-Langhennersdorf

Am 17. Mai 1990 wurde der Kreis in Landkreis Freiberg umbenannt. Anlässlich der Wiedervereinigung der beiden deutschen Staaten wurde der Landkreis im Oktober 1990 dem wiedergegründeten Land Sachsen zugesprochen. Bei der ersten sächsischen Kreisreform ging er am 1. August 1994 im neuen Landkreis Freiberg auf.

## Bevölkerungsdaten
Bevölkerungsübersicht aller 30 Gemeinden des Kreises, die 1990 in das wiedergegründete Land Sachsen kamen.
| AGS      | Gemeinde                  | Einwohner | Einwohner  | Fläche (ha) |
| AGS      | Gemeinde                  | 3.10.1990 | 31.12.1990 | 31.12.1990  |
| 14025010 | Bieberstein               | 566       | 571        | 660         |
| 14025020 | Bräunsdorf                | 891       | 866        | 386         |
| 14025030 | Conradsdorf               | 1.174     | 1.183      | 1.228       |
| 14025040 | Dittmannsdorf             | 681       | 669        | 1.013       |
| 14025050 | Freiberg, Stadt           | 48.925    | 48.609     | 2.686       |
| 14025060 | Großschirma               | 2.004     | 2.004      | 1.577       |
| 14025070 | Großvoigtsberg            | 706       | 702        | 455         |
| 14025090 | Halsbrücke                | 1.913     | 1.896      | 340         |
| 14025100 | Hetzdorf                  | 945       | 947        | 351         |
| 14025110 | Hilbersdorf               | 1.391     | 1.383      | 555         |
| 14025120 | Hirschfeld                | 721       | 719        | 786         |
| 14025130 | Hohentanne                | 250       | 254        | 374         |
| 14025140 | Kleinschirma              | 509       | 500        | 594         |
| 14025150 | Kleinvoigtsberg           | 252       | 252        | 193         |
| 14025160 | Kleinwaltersdorf          | 789       | 792        | 1.088       |
| 14025170 | Krummenhennersdorf        | 537       | 534        | 927         |
| 14025180 | Langhennersdorf           | 786       | 800        | 1.437       |
| 14025190 | Naundorf                  | 1.124     | 1.117      | 770         |
| 14025200 | Neukirchen                | 813       | 809        | 1.569       |
| 14025210 | Niederbobritzsch          | 1.654     | 1.644      | 1.611       |
| 14025220 | Niederschöna              | 1.140     | 1.137      | 1.262       |
| 14025230 | Oberbobritzsch            | 1.638     | 1.645      | 2.589       |
| 14025240 | Obergruna                 | 493       | 493        | 478         |
| 14025250 | Oberschöna                | 1.314     | 1.321      | 2.065       |
| 14025260 | Reichenbach b. Siebenlehn | 679       | 679        | 825         |
| 14025270 | Reinsberg (Sachsen)       | 686       | 685        | 948         |
| 14025280 | Seifersdorf               | 377       | 385        | 611         |
| 14025290 | Siebenlehn, Stadt         | 1.983     | 1.983      | 1.598       |
| 14025310 | Weißenborn/Erzgeb.        | 1.837     | 1.834      | 1.032       |
| 14025320 | Zug                       | 1.218     | 1.202      | 991         |
| 14025000 | Landkreis Freiberg        | 77.996    | 77.615     | 30.996      |

## Kfz-Kennzeichen
Den Kraftfahrzeugen (mit Ausnahme der Motorräder) und Anhängern wurden von etwa 1974 bis Ende 1990 dreibuchstabige Unterscheidungszeichen, die mit den Buchstabenpaaren TF und XF begannen, zugewiesen. Die letzte für Motorräder genutzte Kennzeichenserie war XZ 00-01 bis XZ 50-00.
Anfang 1991 erhielt der Landkreis das Unterscheidungszeichen FG.